# 9984 Gregbryant
9984 Gregbryant è un asteroide della fascia principale. Scoperto nel 1996, presenta un'orbita caratterizzata da un semiasse maggiore pari a 2,4896621 UA e da un'eccentricità di 0,0431219, inclinata di 3,82122° rispetto all'eclittica.